# Les Sans-soucis
Pour plus de détails, voir Fiche technique et Distribution.
Les Sans-soucis (titre original : Pack Up Your Troubles) est un film burlesque en noir et blanc américain réalisé par George Marshall et Ray McCarey, sorti en 1932.

## Synopsis
Alors que les États-Unis viennent d'entrer en guerre en 1917, de nombreuses campagnes de recrutement sont lancées à travers tout le pays. Oliver Hardy apprend la nouvelle dans le journal alors qu'il est assis sur un banc avec son compagnon de toujours Stanley Laurel. Hardy se sent l'envie de s'engager mais quand Laurel l'interroge, il reconnaît être trop paresseux de nature. C'est alors qu'un escadron passe près d'eux, dirigé par un sergent faisant du prosélytisme. Laurel et Hardy tentent la fuite pour éviter de perdre leur réputation en refusant de s'enrôler. Ils sont toutefois rattrapés aisément par le sergent, à qui ils tentent de faire croire qu'ils sont amputés d'un bras. Ce même sergent, désolé, offre à Laurel une pièce pour s'excuser, mais ce dernier révèle alors son bras prétendument manquant. Les deux nigauds pris au piège se laissent donc recruter et rient hypocritement.
Dans la caserne de formation, les deux compères sont remarqués pour leur manque de discipline et leur provocations répétées auprès du sergent instructeur. Celui-ci les envoie s'occuper des poubelles après qu'ils ont tourné en dérision un ordre de marche. Pendant qu'ils effectuent leur nouveau travail, ils croisent la route de Eddie Smith, avec qui ils se sont pris d'amitié. Eddie les invite à dîner vendredi avec sa femme et sa fille. On apprendra ensuite que la femme Eddie vient de le quitter et que Eddie, brouillé avec ses parents ne peut que confier sa fille à de la famille éloignée De toute manière, le dîner ne pouvait pas avoir lieu non plus pour Laurel et Hardy, qui sont envoyés en cellule de réclusion temporairement. En effet, quand ils ont quitté Eddie, ils ont reçu pour instruction de la part d'un cuisinier de déposer les ordures chez le général. Cette action déclenche un outrage chez le général, alors que celui-ci prenait son petit déjeuner et s'interrogeait sur la fraîcheur de ses plats. Le cuisinier est également mis en cellule et proféré des menaces de vengeance. Effrayé, Laurel se lève subitement, ce qui fait lever le banc et assomme le cuisinier impertinent.
Quelque temps plus tard, tous les hommes ont été envoyés sur le front. Cela étant, Laurel et Hardy s'arrangent pour rester dans les dortoirs de la tranchée le plus clair du temps. Ici encore, ils ont le don d'énerver énormément leur sergent. Ils revoient brièvement Eddie avant que celui-ci ne regagne son poste de combat. Ce dernier leur apprend qu'il est déprimé par la situation de sa fille, ce qui provoque la compassion de Laurel et Hardy qui se promettent de l'aider. Le même soir, une offensive aérienne allemande détruit le dortoir, ce qui force les deux antihéros à sortir dehors, suivie d'une offensive terrestre allemande, repoussée mais qui a coûté la vie à Eddie Smith. Le sergent fou de chagrin prépare une contre offensive et réclame des volontaires. Avant d'avoir suffisamment d'hommes, il décide d'envoyer Laurel et Hardy en reconnaissance, une façon de compenser leur manque d'entrain quotidien. Pris de panique sur le no man's land, ils ont la chance de trouver refuge dans un char d'assaut laissé à l'abandon. Laurel rentre et met les machines en route accidentellement. Hardy tente de rentrer par l'écoutille du haut, mais finit coincé à cause de son gros ventre, en poirier, les deux jambes dépassant hors du char. Laurel en tentant de l'aider, fait manœuvrer le char droit sur les lignes ennemies. En brisant des barbelés, le char crée une tenaille qui encercle l'ennemi et prend de nombreux soldats allemands au piège. Le sergent donne l'assaut, Laurel et Hardy seront considérés comme des héros et médaillés.
À leur retour en Amérique, ils se rendent chez l'oncle de Eddie qui garde sa fille. C'est un homme hargneux qui martyrise la petite et ne la garde que pour profiter de la rente tous les mois. Laurel et Hardy, défiés par cette brute, utilisent leurs compétences d'ex soldat pour maîtriser l'individu et partent avec la fillette. Ils espèrent la confier au père de Eddie et en attendant veille à ce qu'elle ne manque de rien et sûrement pas d'affection.
Toutefois, ils découvrent qu'il n'est pas aisé de retrouver un homme avec seule indication qu'il s'appelle Smith et que son fils s'appelle Eddie Smith. Armée d'un annuaire, il dérange un homme de couleur, se prennent un crochet d'un boxeur et puis gâchent un mariage.
Un peu plus tard, les deux hommes ont investi dans une roulotte qui vend des cigares et des saucisses. Menacé par un agent des droits de l'enfance qui estime que la place de la fillette est dans un orphelinat, ils décident de fuir dans une autre région mais ont besoin d'argent pour cela.
Dans une banque, ils demandent un prêt au directeur qui, en l'absence de garanties sérieuses, leur rit au nez. Ce même directeur finit accidentellement assommé, ce qui permet à Hardy de prélever une somme d'argent dans le coffre de la banque.
Poursuivis à la fois pour vol par la police et pour détournement de mineur par l'agence des droits, ils courent chercher la petite dans leur appartement, mais sont rattrapés. La police les emmène chez le directeur de banque qu'ils ont volé. À ce moment, cet homme reconnaît Eddie sur une photo sortie de la poche de Hardy et s'avère être le père de Eddie. Il demande la libération des deux acolytes et adopte sa petite fille avec joie.
Alors que tout semblait bien finir, le cuisinier du domicile s'avère être le cuisinier de la caserne de Laurel et Hardy. Ils sont donc condamnés à fuir face à un homme armé d'un grand couteau.

## Fiche technique
- Titre : Les Sans-soucis
- Titre original : Pack Up Your Troubles
- Réalisation : George Marshall et Ray McCarey
- Scénario : H.M. Walker
- Photographie : Art Lloyd
- Musique : Marvin Hatley
- Montage : Richard C. Currier
- Société de production : Hal Roach Studios
- Société de distribution : Metro-Goldwyn-Mayer
- Pays de production :  États-Unis
- Langue : anglais
- Format : noir et blanc
- Genre : burlesque
- Durée : 68 min
- Dates de sortie : 
  - États-Unis : 17 septembre 1932
  - France : 12 janvier 1934

## Distribution
- Stan Laurel (VF : Franck O'Neill) : Stanley
- Oliver Hardy (VF : Leo P. Nold) : Oliver
- Donald Dillaway : Eddie Smith
- James Finlayson : le général
- Billy Gilbert : M. Hathaway
- George Marshall : le cuisinier
- Richard Tucker : M. Smith
- Adele Watson : Annie
- Mary Carr : la vieille dame
- Charles Middleton : l'officier du service social
- Grady Sutton : Eddie
- Tom Kennedy : le sergent recruteur

Et, parmi les acteurs non crédités :
- Robert Barrat : un détective
- Frank Brownlee : le sergent instructeur
- Paulette Goddard : la demoiselle d'honneur
- Frank Hagney :un sammie
- Robert Homans : un détective
- Charley Rogers : Rogers